# Hall bei Admont
Hall bei Admont est une ancienne commune autrichienne du district de Liezen en Styrie.